# Чемпіонат Європи з футболу 2012 (кваліфікаційний раунд, група B)
Матчі Групи B кваліфікаційного раунду Євро-2012 тривали з 3 вересня 2010 по 11 серпня 2011. Збірна Росії, зайнявши перше місце, кваліфікувалася на Євро-2012, а збірна Ірландії з другого місця потрапила у раунд плей-оф
| М  | Команда            | І  | В | Н | П  | МЗ | МП | РМ  | О  |
| -- | ------------------ | -- | - | - | -- | -- | -- | --- | -- |
| 1. | Росія              | 10 | 7 | 2 | 1  | 17 | 4  | +13 | 23 |
| 2. | Ірландія           | 10 | 6 | 3 | 1  | 15 | 7  | +8  | 21 |
| 3. | Вірменія           | 10 | 5 | 2 | 3  | 22 | 10 | +12 | 17 |
| 4. | Словаччина         | 10 | 4 | 3 | 3  | 7  | 10 | −3  | 15 |
| 5. | Північна Македонія | 10 | 2 | 2 | 6  | 8  | 14 | −6  | 8  |
| 6. | Андорра            | 10 | 0 | 0 | 10 | 1  | 25 | −24 | 0  |

### Результати
| 03.09.2010 18:30 UTC+2 |

| Андорра | 0:2      | Росія                     |
| ------- | -------- | ------------------------- |
|         | Протокол | Погребняк 14', 64' (пен.) |

| Комуналь, Андорра-ла-Велья Глядачів: 250 Арбітр: Марко Борг (Мальта) |

| 03.09.2010 20:00 UTC+5 |

| Вірменія | 0:1      | Ірландія  |
| -------- | -------- | --------- |
|          | Протокол | Фейгі 76' |

| Республіканський, Єреван Глядачів: 8 682 Арбітр: Жолть Сабо (Угорщина) |

| 03.09.2010 20:30 UTC+2 |

| Словаччина    | 1:0      | Північна Македонія |
| ------------- | -------- | ------------------ |
| Голошко 90+1' | Протокол |                    |

| Пасьєнки, Братислава Глядачів: 5 890 Арбітр: Клаудіо Кірчетта (Швейцарія) |

| 07.09.2010 19:00 UTC+4 |

| Росія | 0:1      | Словаччина |
| ----- | -------- | ---------- |
|       | Протокол | Стох 27'   |

| Локомотив, Москва Глядачів: 28 000 Арбітр: Франк Де Блекере (Бельгія) |

| 07.09.2010 19:45 UTC±0 |

| Ірландія                    | 3:1      | Андорра      |
| --------------------------- | -------- | ------------ |
| Кілбен 15' Дойл 41' Кін 54' | Протокол | Мартінес 45' |

| Авіва, Дублін Глядачів: 40 823 Арбітр: Леонтіос Тратту (Кіпр) |

| 07.09.2010 20:00 UTC+2 |

| Північна Македонія                  | 2:2      | Вірменія                     |
| ----------------------------------- | -------- | ---------------------------- |
| Джуровскі 42' Наумоскі 90+6' (пен.) | Протокол | Мовсісян 41' Манучарян 90+1' |

| Стадіон Філіпа ІІ, Скоп'є Глядачів: 21 000 Арбітр: Еспен Бернтсен (Норвегія) |

| 08.10.2010 19:45 UTC+1 |

| Ірландія                | 2:3      | Росія                                |
| ----------------------- | -------- | ------------------------------------ |
| Кін 72' (пен.) Лонг 78' | Протокол | Кержаков 11' Дзагоєв 29' Широков 50' |

| Авіва, Дублін Глядачів: 50 411 Арбітр: Кевін Блом (Нідерланди) |

| 08.10.2010 20:00 UTC+5 |

| Вірменія                              | 3:1      | Словаччина |
| ------------------------------------- | -------- | ---------- |
| Мовсісян 23' Казарян 50' Мхітарян 89' | Протокол | Вайсс 37'  |

| Республіканський, Єреван Глядачів: 9 000 Арбітр: Даніеле Орсато (Італія) |

| 08.10.2010 19:00 UTC+2 |

| Андорра | 0:2      | Північна Македонія     |
| ------- | -------- | ---------------------- |
|         | Протокол | Наумоскі 42' Шиков 60' |

| Комуналь, Андорра-ла-Велья Глядачів: 500 Арбітр: Гедімінас Мажейка (Литва) |

| 12.10.2010 20:30 UTC+2 |

| Північна Македонія | 0:1      | Росія       |
| ------------------ | -------- | ----------- |
|                    | Протокол | Кержаков 8' |

| Стадіон Філіпа ІІ, Скоп'є Глядачів: 17 000 Арбітр: Стефан Йоганнессон (Швеція) |

| 12.10.2010 20:00 UTC+5 |

| Вірменія                                          | 4:0      | Андорра |
| ------------------------------------------------- | -------- | ------- |
| Казарян 4' Мхітарян 16' Мовсісян 33' Піззеллі 52' | Протокол |         |

| Республіканський, Єреван Глядачів: 11 000 Арбітр: Томаш Мікульський (Польща) |

| 12.10.2010 20:30 UTC+2 |

| Словаччина | 1:1      | Ірландія        |
| ---------- | -------- | --------------- |
| Дюріца 36' | Протокол | Сент-Леджер 16' |

| Под Дубнем, Жиліна Глядачів: 10 892 Арбітр: Альберто Ундіано Мальєнко (Іспанія) |

| 26.03.2011 19:00 UTC+4 |

| Вірменія | 0:0      | Росія |
| -------- | -------- | ----- |
|          | Протокол |       |

| Республіканський, Єреван Глядачів: 14 000 Арбітр: Крейг Томсон (Шотландія) |

| 26.03.2011 20:00 UTC+1 |

| Андорра | 0:1      | Словаччина |
| ------- | -------- | ---------- |
|         | Протокол | Себо 21'   |

| Комуналь, Андорра-ла-Велья Глядачів: 200 Арбітр: Менаше Масіах (Ізраїль) |

| 26.03.2011 19:45 UTC±0 |

| Ірландія           | 2:1      | Північна Македонія |
| ------------------ | -------- | ------------------ |
| Макгіді 2' Кін 21' | Протокол | Тричковськи 45'    |

| Авіва, Дублін Глядачів: 32 000 Арбітр: Іштван Вад (Угорщина) |

| 04.06.2011 19:00 UTC+4 |

| Росія                           | 3:1      | Вірменія     |
| ------------------------------- | -------- | ------------ |
| Павлюченко 26', 59', 73 (пен.)' | Протокол | Піззеллі 25' |

| Петровський, Санкт-Петербург Глядачів: 20 500 Арбітр: Стефан Ланнуа (Франція) |

| 04.06.2011 20:15 UTC+2 |

| Словаччина | 1:0      | Андорра |
| ---------- | -------- | ------- |
| Кархан 63' | Протокол |         |

| Пасьєнки, Братислава Глядачів: 4 000 Арбітр: Лоренц Єміні (Албанія) |

| 04.06.2011 21:30 UTC+2 |

| Північна Македонія | 0:2      | Ірландія    |
| ------------------ | -------- | ----------- |
|                    | Протокол | Кін 8', 37' |

| Стадіон Філіпа ІІ, Скоп'є Глядачів: 30 000 Арбітр: Флоріан Маєр (Німеччина) |

| 02.09.2011 20:00 UTC+4 |

| Росія      | 1:0      | Північна Македонія |
| ---------- | -------- | ------------------ |
| Сємшов 41' | Протокол |                    |

| Лужники, Москва Глядачів: 40 000 Арбітр: Бюлент Їлдирим (Туреччина) |

| 02.09.2011 19:45 UTC+1 |

| Ірландія | 0:0      | Словаччина |
| -------- | -------- | ---------- |
|          | Протокол |            |

| Авіва, Дублін Глядачів: 44 761 Арбітр: Педру Проенса (Португалія) |

| 02.09.2011 18:00 UTC+2 |

| Андорра | 0:3      | Вірменія                                       |
| ------- | -------- | ---------------------------------------------- |
|         | Протокол | Піззеллі 35' Казарян 75' Мхітарян 90+1' (пен.) |

| Комуналь, Андорра-ла-Велья Глядачів: 750 Арбітр: Александр Костадінов (Болгарія) |

| 06.09.2011 19:00 UTC+4 |

| Росія | 0:0      | Ірландія |
| ----- | -------- | -------- |
|       | Протокол |          |

| Лужники, Москва Глядачів: 48 717 Арбітр: Фелікс Брих (Німеччина) |

| 06.09.2011 20:15 UTC+2 |

| Словаччина | 0:4      | Вірменія                                             |
| ---------- | -------- | ---------------------------------------------------- |
|            | Протокол | Мовсісян 57' Мхітарян 70' Казарян 80' Саркісов 90+1' |

| Под Дубнем, Жиліна Глядачів: 7 238 Арбітр: Марцин Борський (Польща) |

| 06.09.2011 20:00 UTC+2 |

| Північна Македонія | 1:0      | Андорра |
| ------------------ | -------- | ------- |
| Івановськи 59'     | Протокол |         |

| Стадіон Філіпа ІІ, Скоп'є Глядачів: 6 000 Арбітр: Марк Стівен Вітбі (Уельс) |

| 07.10.2011 20:15 UTC+2 |

| Словаччина | 0:1      | Росія       |
| ---------- | -------- | ----------- |
|            | Протокол | Дзагоєв 71' |

| Под Дубнем, Жиліна Глядачів: 10 087 Арбітр: Йонас Ерікссон (Швеція) |

| 07.10.2011 20:00 UTC+5 |

| Вірменія                                             | 4:1      | Північна Македонія |
| ---------------------------------------------------- | -------- | ------------------ |
| Піззеллі 28' Мхітарян 34' Казарян 69' Саркісов 90+1' | Протокол | Шиков 86'          |

| Республіканський, Єреван Глядачів: 14 500 Арбітр: Роберт Шергенхофер (Австрія) |

| 07.10.2011 21:30 UTC+2 |

| Андорра | 0:2      | Ірландія            |
| ------- | -------- | ------------------- |
|         | Протокол | Дойл 8' Макгіді 20' |

| Комуналь, Андорра-ла-Велья Глядачів: 500 Арбітр: Лібор Коваржик (Чехія) |

| 11.10.2011 21:45 UTC+4 |

| Росія                                                                      | 6:0      | Андорра |
| -------------------------------------------------------------------------- | -------- | ------- |
| Дзагоєв 5', 44' Ігнашевич 26' Павлюченко 30' Глушаков 59' Білялетдінов 78' | Протокол |         |

| Лужники, Москва Глядачів: 57 000 Арбітр: Елі Хакмон (Ізраїль) |

| 11.10.2011 18:45 UTC+1 |

| Ірландія                    | 2:1      | Вірменія     |
| --------------------------- | -------- | ------------ |
| Алексанян 43' (аг) Данн 59' | Протокол | Мхітарян 62' |

| Авіва, Дублін Глядачів: 45 300 Арбітр: Едуардо Ітурральде Гонсалес (Іспанія) |

| 11.10.2011 19:45 UTC+2 |

| Північна Македонія | 1:1      | Словаччина  |
| ------------------ | -------- | ----------- |
| Новеський 79'      | Протокол | Пірошка 54' |

| Стадіон Філіпа ІІ, Скоп'є Арбітр: Тоні Шапрон (Франція) |

## Бомбардири
| 6 голів - Генріх Мхітарян (1 пен.) 5 голів - Геворг Казарян - Роббі Кін (1 пен.) 4 голи - Юра Мовсісян - Маркос Піззеллі - Алан Дзагоєв - Роман Павлюченко (1 пен.) 2 голи - Артур Саркісов - Кевін Дойл - Ейден Макгіді | 2 голи (продовження) - Ілчо Наумоський (1 пен.) - Ванче Шиков - Олександр Кержаков - Павло Погребняк (1 пен.) 1 гол - Крістіан Мартінес Алехо - Едгар Манучарян - Річард Данн - Кевін Килбен - Шейн Лонг - Шон Сент-Леджер - Кіт Фейхі | 1 гол (продовження) - Маріо Джуровський - Мірко Івановський - Ніколче Новеський - Іван Тричковський - Дініяр Билялетдинов - Денис Глушаков - Сергій Ігнашевич - Ігор Сємшов - Роман Широков - Владімір Вайсс - Філіп Голошко - Ян Дюріца - Мірослав Карган - Юрай Пірошка - Мірослав Стох - Філіп Шебо |

1 Автогол
- Валерій Алексанян (В матчі проти Ірландії)

## Глядачі
| Збірна             | Найбільше | Найменше | Всього  | Середня кількість |
| ------------------ | --------- | -------- | ------- | ----------------- |
| Андорра            | 1,100     | 550      | 4,110   | 822               |
| Вірменія           | 14,403    | 8,500    | 57,903  | 11,581            |
| Північна Македонія | 29,500    | 4,100    | 58,100  | 11,620            |
| Ірландія           | 50,411    | 33,200   | 204,574 | 40,915            |
| Росія              | 49,515    | 18,000   | 164,385 | 32,877            |
| Словаччина         | 10,892    | 4,300    | 38,497  | 7,699             |